# Urbanus
Urbanus là một chi bướm ngày thuộc họ Bướm nâu. Chúng thuộc về phân họ Eudaminae, tông Pyrginae.

## Hình ảnh

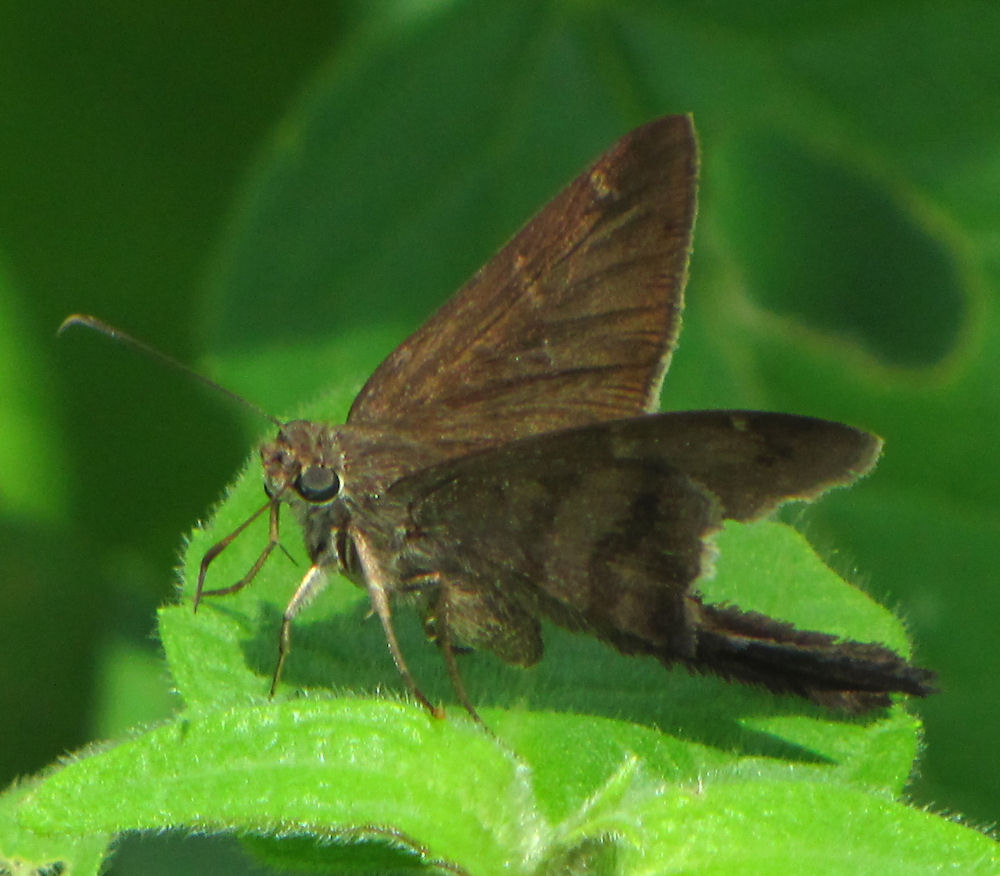
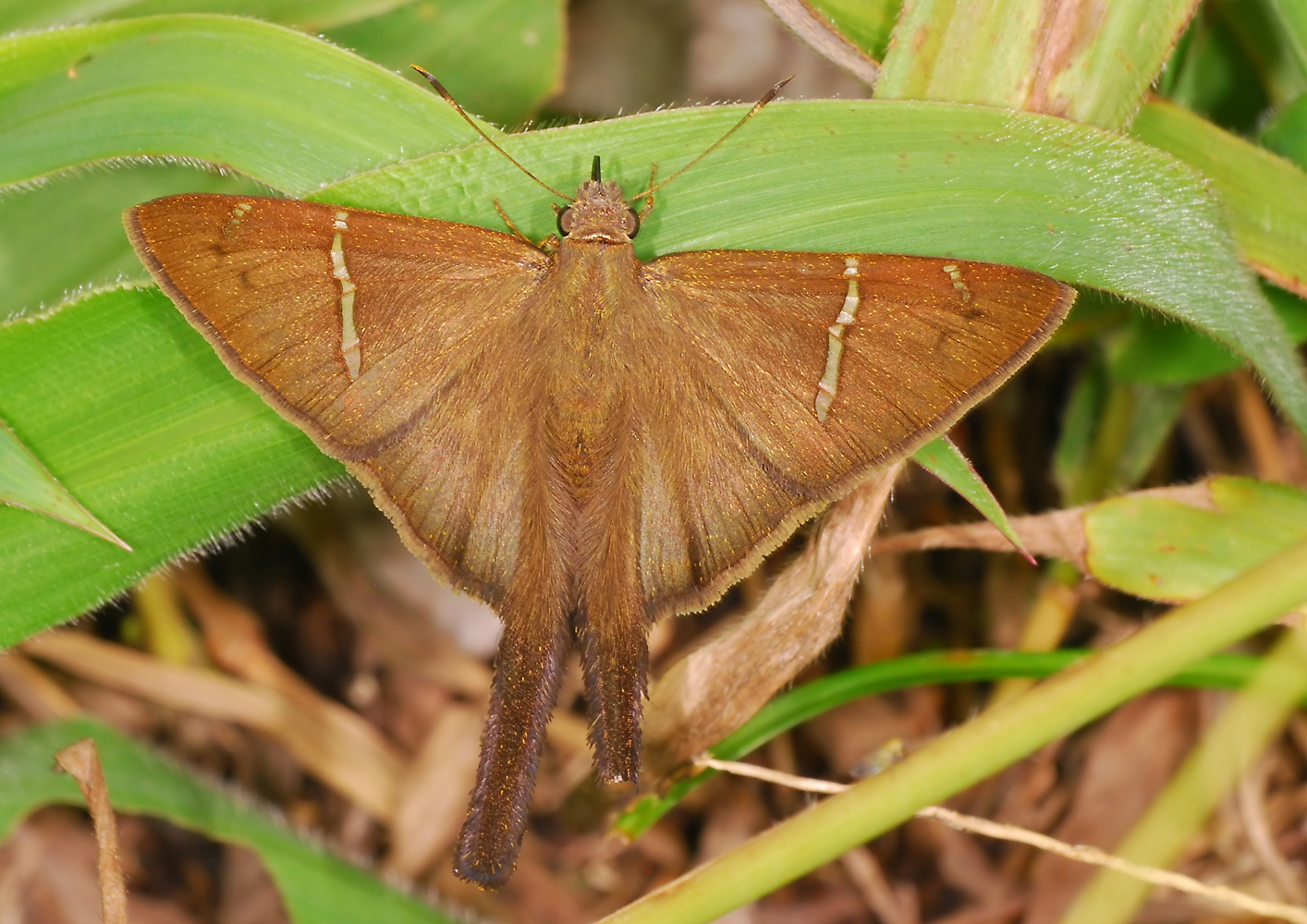
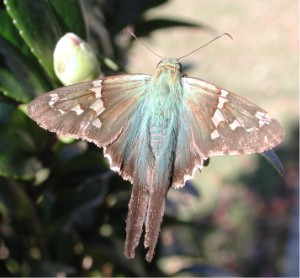

## Các loài
Các loài trong chi gồm:
- Urbanus albimargo
- Urbanus ambiguus
- Urbanus belli
- Urbanus carmelita
- Urbanus chalco
- Urbanus chales
- Urbanus cindra
- Urbanus dorantes
- Urbanus doryssus
- Urbanus dubius
- Urbanus elmina
- Urbanus esma
- Urbanus esmeraldus
- Urbanus esta
- Urbanus evenus
- Urbanus evona
- Urbanus huancavillcas
- Urbanus longicaudus
- Urbanus magnus
- Urbanus parvus
- Urbanus procne
- Urbanus prodicus
- Urbanus pronta
- Urbanus pronus
- Urbanus proteus
- Urbanus reductus
- Urbanus simplicius
- Urbanus tanna
- Urbanus teleus
- Urbanus velinus
- Urbanus villus
- Urbanus virescens
- Urbanus viridis
- Urbanus viterboana
- Urbanus zagorus